# Tunesisch handbalteam (mannen)
Het Tunesisch handbalteam is het nationale team van Tunesië voor mannen. Het team vertegenwoordigt de Fédération Tunisienne de Handball (FTHB).

## Resultaten

### Olympische Spelen
| Jaar                                 | Resultaat               | Wed                     | W                       | G                       | V                       | DV                      | DT                      | DS                      |
| ------------------------------------ | ----------------------- | ----------------------- | ----------------------- | ----------------------- | ----------------------- | ----------------------- | ----------------------- | ----------------------- |
| 1936                                 | Geen deelname           | Geen deelname           | Geen deelname           | Geen deelname           | Geen deelname           | Geen deelname           | Geen deelname           | Geen deelname           |
| Niet georganiseerd van 1948 t/m 1968 |                         |                         |                         |                         |                         |                         |                         |                         |
| 1972                                 | 16e                     | 5                       | 0                       | 0                       | 5                       | 72                      | 118                     | −46                     |
| 1976                                 | Geen deelname           | Geen deelname           | Geen deelname           | Geen deelname           | Geen deelname           | Geen deelname           | Geen deelname           | Geen deelname           |
| 1980                                 | Geen deelname           | Geen deelname           | Geen deelname           | Geen deelname           | Geen deelname           | Geen deelname           | Geen deelname           | Geen deelname           |
| 1984                                 | Geen deelname           | Geen deelname           | Geen deelname           | Geen deelname           | Geen deelname           | Geen deelname           | Geen deelname           | Geen deelname           |
| 1988                                 | Geen deelname           | Geen deelname           | Geen deelname           | Geen deelname           | Geen deelname           | Geen deelname           | Geen deelname           | Geen deelname           |
| 1992                                 | Geen deelname           | Geen deelname           | Geen deelname           | Geen deelname           | Geen deelname           | Geen deelname           | Geen deelname           | Geen deelname           |
| 1996                                 | Geen deelname           | Geen deelname           | Geen deelname           | Geen deelname           | Geen deelname           | Geen deelname           | Geen deelname           | Geen deelname           |
| 2000                                 | 10e                     | 6                       | 1                       | 0                       | 5                       | 130                     | 141                     | −11                     |
| 2004                                 | Geen deelname           | Geen deelname           | Geen deelname           | Geen deelname           | Geen deelname           | Geen deelname           | Geen deelname           | Geen deelname           |
| 2008                                 | Geen deelname           | Geen deelname           | Geen deelname           | Geen deelname           | Geen deelname           | Geen deelname           | Geen deelname           | Geen deelname           |
| 2012                                 | 8e                      | 6                       | 2                       | 0                       | 4                       | 144                     | 150                     | −6                      |
| 2016                                 | 12e                     | 5                       | 0                       | 1                       | 4                       | 118                     | 145                     | −27                     |
| 2020                                 | Geen deelname           | Geen deelname           | Geen deelname           | Geen deelname           | Geen deelname           | Geen deelname           | Geen deelname           | Geen deelname           |
| 2024                                 | Toekomstige evenementen | Toekomstige evenementen | Toekomstige evenementen | Toekomstige evenementen | Toekomstige evenementen | Toekomstige evenementen | Toekomstige evenementen | Toekomstige evenementen |
| 2028                                 | Toekomstige evenementen | Toekomstige evenementen | Toekomstige evenementen | Toekomstige evenementen | Toekomstige evenementen | Toekomstige evenementen | Toekomstige evenementen | Toekomstige evenementen |
| Totaal                               | 4/14                    | 22                      | 3                       | 1                       | 18                      | 464                     | 554                     | −90                     |

### Wereldkampioenschappen
| Wereldkampioenschap | Wereldkampioenschap     | Wereldkampioenschap     | Wereldkampioenschap     | Wereldkampioenschap     | Wereldkampioenschap     | Wereldkampioenschap     | Wereldkampioenschap     | Wereldkampioenschap     |
| Jaar                | Resultaat               | Wed                     | W                       | G                       | V                       |                         |                         |                         |
| ------------------- | ----------------------- | ----------------------- | ----------------------- | ----------------------- | ----------------------- | ----------------------- | ----------------------- | ----------------------- |
| 1938                | Geen deelname           | Geen deelname           | Geen deelname           | Geen deelname           | Geen deelname           | Geen deelname           | Geen deelname           | Geen deelname           |
| 1954                | Geen deelname           | Geen deelname           | Geen deelname           | Geen deelname           | Geen deelname           | Geen deelname           | Geen deelname           | Geen deelname           |
| 1958                | Geen deelname           | Geen deelname           | Geen deelname           | Geen deelname           | Geen deelname           | Geen deelname           | Geen deelname           | Geen deelname           |
| 1961                | Geen deelname           | Geen deelname           | Geen deelname           | Geen deelname           | Geen deelname           | Geen deelname           | Geen deelname           | Geen deelname           |
| 1964                | Geen deelname           | Geen deelname           | Geen deelname           | Geen deelname           | Geen deelname           | Geen deelname           | Geen deelname           | Geen deelname           |
| 1967                | 15e                     | 3                       | 0                       | 0                       | 3                       |                         |                         |                         |
| 1970                | Geen deelname           | Geen deelname           | Geen deelname           | Geen deelname           | Geen deelname           | Geen deelname           | Geen deelname           | Geen deelname           |
| 1974                | Geen deelname           | Geen deelname           | Geen deelname           | Geen deelname           | Geen deelname           | Geen deelname           | Geen deelname           | Geen deelname           |
| 1978                | Geen deelname           | Geen deelname           | Geen deelname           | Geen deelname           | Geen deelname           | Geen deelname           | Geen deelname           | Geen deelname           |
| 1982                | Geen deelname           | Geen deelname           | Geen deelname           | Geen deelname           | Geen deelname           | Geen deelname           | Geen deelname           | Geen deelname           |
| 1986                | Geen deelname           | Geen deelname           | Geen deelname           | Geen deelname           | Geen deelname           | Geen deelname           | Geen deelname           | Geen deelname           |
| 1990                | Geen deelname           | Geen deelname           | Geen deelname           | Geen deelname           | Geen deelname           | Geen deelname           | Geen deelname           | Geen deelname           |
| 1993                | Geen deelname           | Geen deelname           | Geen deelname           | Geen deelname           | Geen deelname           | Geen deelname           | Geen deelname           | Geen deelname           |
| 1995                | 15e                     | 7                       | 2                       | 0                       | 5                       |                         |                         |                         |
| 1997                | 16e                     | 6                       | 2                       | 0                       | 4                       |                         |                         |                         |
| 1999                | 12e                     | 6                       | 2                       | 1                       | 3                       |                         |                         |                         |
| 2001                | 10e                     | 6                       | 3                       | 0                       | 3                       |                         |                         |                         |
| 2003                | 14e                     | 7                       | 2                       | 0                       | 5                       |                         |                         |                         |
| 2005                | 4e                      | 10                      | 5                       | 3                       | 2                       |                         |                         |                         |
| 2007                | 11e                     | 8                       | 3                       | 0                       | 5                       |                         |                         |                         |
| 2009                | 17e                     | 9                       | 5                       | 0                       | 4                       |                         |                         |                         |
| 2011                | 20e                     | 7                       | 1                       | 0                       | 6                       |                         |                         |                         |
| 2013                | 11e                     | 6                       | 3                       | 0                       | 3                       |                         |                         |                         |
| 2015                | 15e                     | 6                       | 2                       | 1                       | 3                       |                         |                         |                         |
| 2017                | 19e                     | 7                       | 2                       | 2                       | 3                       |                         |                         |                         |
| 2019                | 12e                     | 8                       | 3                       | 0                       | 5                       |                         |                         |                         |
| 2021                | 25e                     | 7                       | 4                       | 1                       | 2                       |                         |                         |                         |
| 2023                | 25e                     | 7                       | 4                       | 1                       | 2                       |                         |                         |                         |
| 2025                | Toekomstige evenementen | Toekomstige evenementen | Toekomstige evenementen | Toekomstige evenementen | Toekomstige evenementen | Toekomstige evenementen | Toekomstige evenementen | Toekomstige evenementen |
| 2027                | Toekomstige evenementen | Toekomstige evenementen | Toekomstige evenementen | Toekomstige evenementen | Toekomstige evenementen | Toekomstige evenementen | Toekomstige evenementen | Toekomstige evenementen |
| Totaal              | 16/28                   | 104                     | 41                      | 8                       | 55                      |                         |                         |                         |

Algerije · Angola · Benin · Burkina Faso · Burundi · Centraal-Afrikaanse Republiek · Congo-Brazaville · Djibouti · Congo-Kinshasa · Egypte · Ethiopië · Gabon · Gambia · Ghana · Guinee · Guinee-Bissau · Ivoorkust · Kaapverdië · Kameroen  · Kenia · Lesotho · Liberia · Libië · Madagascar · Mali · Mauritanië · Mauritius · Marokko · Mozambique · Namibië · Niger · Nigeria · Oeganda · Rwanda · São Tomé en Príncipe · Senegal · Seychellen · Sierra Leone · Somalië · Tsjaad · Soedan · Tanzania · Togo · Tunesië · Zambia · Zimbabwe · Zuid-Afrika · Zuid-Soedan